# Дженацано
Дженаца̀но (на италиански: Genazzano) е градче и община в Централна Италия, провинция Рим, регион Лацио. Разположено е на 375 m надморска височина. Населението на общината е 6037 души (към 2010 г.).